# Коломар
Коломар (фр. Colomars, итал. Colomaro) — коммуна на юго-востоке Франции в регионе Прованс — Альпы — Лазурный берег, департамент Приморские Альпы, округ Ницца, кантон Туррет-Леванс. До марта 2015 года коммуна административно входила в состав упразднённого кантона Левенс (округ Ницца).
Площадь коммуны — 6,72 км², население — 3161 человек (2006) с выраженной тенденцией к росту: 3318 человек (2012), плотность населения — 493,8 чел/км².

## Географическое положение
Коммуна Коломар административно входит в кантон Левенс округа Ницца. Географически находится на горных склонах приморских Альп, на высотах вплоть до 430 метров над уровнем моря. С запада границей общины является река Вар. По её территории проходит шоссе M6202 и железнодорожная линия (Chemins de Fer de Provence) сообщением Ницца — Динь-ле-Бен.

## Население
Начиная со второй половины XX столетия население коммуны Коломар постоянно увеличивается. Так, в 1962 году здесь проживало 679 человек, в 1975 году — 1241 человек, в 1990 году — 2307 человек, в 2006 году — уже 3161 человек. Население коммуны в 2011 году составляло — 3330 человек, а в 2012 году — 3318 человек.
| 1962 | 1968 | 1975 | 1982 | 1990 | 1999 | 2004 | 2006 | 2009 | 2011 | 2012 |
| ---- | ---- | ---- | ---- | ---- | ---- | ---- | ---- | ---- | ---- | ---- |
| 679  | 979  | 1241 | 1714 | 2307 | 2876 | 3129 | 3161 | 3253 | 3330 | 3318 |

Динамика численности населения:

## Экономика
В 2010 году из 2128 человек трудоспособного возраста (от 15 до 64 лет) 1546 были экономически активными, 582 — неактивными (показатель активности 72,7 %, в 1999 году — 68,5 %). Из 1546 активных трудоспособных жителей работали 1450 человек (752 мужчины и 698 женщин), 96 числились безработными (56 мужчин и 40 женщин). Среди 582 трудоспособных неактивных граждан 220 были учениками либо студентами, 200 — пенсионерами, а ещё 162 — были неактивны в силу других причин.
На протяжении 2010 года в коммуне числилось 1219 облагаемых налогом домохозяйств, в которых проживало 3293,5 человека. При этом медиана доходов составила 24 тысячи 548 евро на одного налогоплательщика.

## Достопримечательности
- Церковь Нотр-Дам-де-ла-Нативит (XIX столетие)
- Часовня Сен-Рок (1857)